# 후쿠시마 50인
후쿠시마 50인(일본어: フクシマ50 후쿠시마 피프티[*])은 2011년 3월 11일 발생한 도후쿠 지방 태평양 연안 지진 발생시 후쿠시마 제1 원자력 발전소의 업무에 종사하고 있었던 인원 중, 사고가 발생한 후 750명이 떠났음에도 불구하고 남은 50여명의 근로자에 대해 영미권 미디어가 붙여준 이름이다. 현재 인원수는 계속 바뀌고 있다.

## 역사
도쿄전력의 관리자가 모든 직원을 철수하는 것을 3월 14일에 제안한 후, 추가 인력이 일본 각지에 배치되었고, 몇몇 근로자들이 도쿄에서 이동해 왔다. 그들이 도착했을 때, 수백의 소방관, SDA 병력 및 도쿄전력 의 직원이 발전소를 정상화하는 것을 논의하였다. 3월 15일 밤, 이들 노동자들이 원래의 후쿠시마 50인에 합류했다. 다음 날에 추가로 근로자들이 이 그룹에 합류했지만 이 이름은 남아 있었다. 참여 노동자의 숫자는 가시와자키-가리와 원자력 발전소 및 1,000 명 이상의 근로자가 합류하여 새로운 전력선을 설치하는 직원 에게 3월 18일 아침에 580송이의 장미가 주어졌고, 소방관과 군인이 3월 23일 현장에서 수고하고 있었다. 후쿠시마 50인은 도시바, 히타치, 가지마, 도쿄와 오사카,, 요코하마, 가와자키, 나고야와 교토의 소방관, TEPCO 및 칸덴코 등 자회사 직원들이다. 다른 노동자는 간덴코(Kandenko)의 회사와 연결되었다. 또, 이러한 노동자들은 TEP Industry와 and TEP Environmental Engineering같은 대형 회사와 계약을 맺고 있는많은 중소형 캠페인에서 뽑혔다.
20인 이상의 노동자가 격납건물의 밸브로 수증기를 배출하려 하다가 3월 18일에 피폭되었다. 3명 이상의 노동자는 100mSv 이상의 방사능에 노출됐고 그 중 2명은 화상으로 인해 3월 24일에 병원으로 이송되었다. 다른 두 노동자, 코쿠보 카즈히코,24세, 그리고 테라시마 요시키, 21세가 지진 후 긴급 수리가 실시되는 동안 해일에 의해 사망하였다. 그들의 시체는 3월 30일에 발견되었다.
노동자와 자원 봉사자들에게 원자로를 안정화시키는 임무가 배정되었다.
그들의 활동은 폭발에 의한 손상과 바닷물의 방사선 수준을 평가하는 것과 함께 원자로 냉각 및 화재의 위험을 방지하는 것이 포함되어 있다.이들 근로자는 피폭의 위험에도 불구하고 현장에 남아 있었다. 20km 대피 구역보다 더 높은 상황과 더 높은 방사능의 심각도는 근로자에 대한 치명적인 결과와 함께, 그들의 미래의 건강에 중대한 영향을 미칠 수 있다고 보고되었다. 3월 18일, 일본 총리 간 나오토에 따르면, 노동자는 "죽음에 대한 준비"가 되어 있다고 했다.

## 후쿠시마 제1원전 노동자들의 일과
| 사건          | 활동                                                  |
| ------------- | ----------------------------------------------------- |
| 오전 6시      | 기상                                                  |
| 오전 7~8시    | 멘신쥬요토(免震重要棟)로 이동.                        |
| 오전 8~10시   | 아침식사 (비스킷 30조각과 야채주스 한 병)             |
| 오전 10시     | 원자로 건물 및 보일러 건물에서 작업 시작              |
| 오후 5시      | 작업 완료                                             |
| 오후 5시~8시  | 저녁식사 (레토르트 식품 - 포장된 쌀과 한 개의 통조림) |
| 오후 8시~10시 | 멘신쥬요토(免震重要棟)로 이동.                        |
| 오후 10시~    | 야간 근무자를 제외하고 취침                           |

몇몇 작업 동안, 높은 방사선 구역에서 파괴된 건물에서의 작업이 15분으로 제한된다.

## 같이 보기
- 요시다 마사오